# Three Way (filme)
Three Way (3 Caminhos (título em Portugal) ) é um filme de suspense policial neo-noir de 2004 dirigido por Scott Ziehl e estrelado por Dominic Purcell, Joy Bryant, Ali Larter, Desmond Harrington, Dwight Yoakam, e Gina Gershon. A trama, com base no romance pulp Wild To Possess de Gil Brewer, diz respeito a um sequestro da trama. O filme foi lançado também com os títulos 3-way e Three Way Split.

## Sinopse
O filme começa em San Diego. Lew (Dominic Purcell) descobre que sua esposa está tendo um caso com outro homem. Ele pega sua arma e vai em busca de vingança, mas encontra os dois mortos na cama. Ele teme que a polícia suspeite dele porque ele teve um passado ruim, então ele joga os corpos e sua arma no mar junto com seu barco. Ele parte para uma nova vida.
Lew começa uma nova vida, trabalhando como fabricante de placas e consegue uma nova namorada, Rita (Joy Bryant). Uma noite, ao erguer uma placa na beira de uma estrada, ele ouve Isobel (Ali Larter) e Ralph (Desmond Harrington) discutindo sobre o sequestro e o plano de assassinato da esposa de Ralph, Florence (Gina Gershon). Ele logo traça seu próprio plano para conseguir o resgate. Ao mesmo tempo, Herbert (Dwight Yoakam), irmão do homem com quem a esposa de Lew teve um caso, vem atrás de Lew pensando que Lew assassinou seu irmão.
Ralph sequestra sua esposa Florence com a ajuda de sua namorada Isobel e a mantém em um barco. Lew está seguindo-os e leva Florence para longe do barco. Em seguida, ele liga para Ralph anonimamente, ameaçando chamar a polícia, a menos que ele pague metade do dinheiro do resgate. Ralph concorda. Ralph e Isobel suspeitam que Florence é quem tem um cúmplice seu e os está chantageando. Lew manda Rita pegar o dinheiro de Ralph. Mas os planos de Lew dão errado quando Herbert interrompe e mata Florence. Quando Rita volta, ela encontra Herbert lutando com Lew e atira nele. Mais tarde, ela descobre que o dinheiro que trouxe de Ralph é falso. Lew vai até Isobel e Ralph para perguntar sobre o dinheiro real. Nesse ínterim, Rita avisa a polícia. Logo a polícia chega e prende Lew, Ralph e Isobel.

## Elenco
- Dominic Purcell como Lewis 'Lew' Brookbank
- Joy Bryant como Rita Caswell
- Ali Larter como Isobel Delano
- Desmond Harrington	como Ralph Hagen
- Dwight Yoakam como Herbert Claremont (Clarkson)
- Gina Gershon como Florence DeCroix Hagen
- Roxana Zal como Janice Brookbank
- Dan Martin como patrulheiro